# Gennadi Jewgenjewitsch Markow
Gennadi Jewgenjewitsch Markow (russisch Геннадий Евгеньевич Марков; * 21. Juni 1923 in Moskau; † 3. April 2018) war ein russischer Ethnologe, Archäologe und Professor der Lomonossow-Universität in Moskau.
Er schrieb Werke über die Geschichte der deutschen Volkskunde und Völkerkunde, über die Ethnologie und Archäologie Asiens, über die Nomaden und über Urgeschichte.